# Teremys
Teremys (лат.) — род мелких наездников подсемейства Microgastrinae из семейства Braconidae (Ichneumonoidea).

## Распространение
Северная Америка.

## Описание
Мелкие паразитические наездники (около 2 мм). От близких родов отличается склеротизированным гипопигием, заострённым на вершине, щетинками по всей длине на яйцекладе; яйцеклад в 2 раза короче задней голени; мезоплеврон гладкий; I-й тергит брюшка расширяется апикально, шире своей длины; II-IV-й тергиты слиты в единый морщинистый склерит с 2 поперечными бороздками; латеротергиты I-IV все отчётливые. Жгутик усика 16-члениковый. Нижнечелюстные щупики 5-члениковые, нижнегубные щупики состоят из 3 сегментов. Дыхальца первого брюшного тергиты находятся на латеротергитах. Паразитируют предположительно на гусеницах бабочек.

## Классификация
Род был впервые выделен американским энтомологом Уильямом Ричардом Мейсоном в 1981 году на основании типового вида Teremys masneri. Teremys принадлежит к подсемейству Microgastrinae и демонстрирует сходство с представителями рода Dolichogenidea и с группой bucculatrlcls рода Pholetesor.
- Teremys masneri
- Teremys hanniae[4]